# Эвбулей (из Элевсина)
Эвбулей (из Элевсина; или Эвбулб, др.-греч. Εὐβουλεύς «подающий благие советы») — персонаж древнегреческой мифологии. По аргосской версии, брат Триптолема и сын жреца Деметры Трохила, бежавшего из Аргоса в Аттику. По версии Орфея, Эвбулей и Триптолем — сыновья Дисавла, получившие от Деметры семена для посева за сообщение об участи Персефоны. Связаны с элевсинскими мистериями. Свинопас из Элевсина. Свиньи Эвбулея поглощены землёй при похищении богинь, поэтому на фесмофориях свиней сбрасывали в мегароны.
Согласно Диодору, Эвбул был сыном Деметры, его дочь Карма от Зевса родила Бритомартиду Диктинну. По другим, Карма была дочерью Феника и Кассиопеи.